# Erich Ballendat
Erich Ballendat (* 20. Januar 1908) war ein deutscher Fußballspieler, der mit dem Berliner SV 92 in den Jahren 1936 und 1938 die Meisterschaft in der Gauliga Berlin-Brandenburg gewonnen hat. Der Offensivspieler hat von 1930 bis 1942 in der Stadtauswahl von Berlin 63 Spiele absolviert.

## Karriere

### Verein
Der Offensivspieler Erich Ballendat – er stürmte in der Regel auf Rechtsaußen – absolvierte seine gesamte aktive Laufbahn als Fußballer bei den „Störchen“ von BSV 92. Mit der Mannschaft aus Wilmersdorf-Schmargendorf erreichte er in der Saison 1929/30 die Vizemeisterschaft und wurde durch seine Rundenleistung in die Mannschaft von Brandenburg aufgenommen, die am 29. Juni 1930 in Breslau das Finalspiel um den Kampfspielpokal austrug. Gegner war Südostdeutschland und Brandenburg gewann das Spiel mit 2:1. Angreifer Ballendat erzielte in der 59. Minute den 2:1-Siegtreffer. Mit Franz Sobanski und Hans Appel waren noch zwei BSV-Mannschaftskameraden bei diesem Erfolg im Team von Brandenburg im Einsatz.
Als der DFB am 3. Dezember 1933 in Berlin ein Länderspiel gegen Polen austrug und „Hänschen“ Appel in der Nationalmannschaft beim 1:0-Erfolg debütierte, saß Ballendat auf der Ersatzbank. Mit den Schwarz-Weißen vom BSV 92 gewann der Serienspieler der Berliner Stadtmannschaft in den Runden 1935/36 und 1937/38 die Meisterschaft in der Gauliga Berlin-Brandenburg. In der Endrunde 1936 um die deutsche Fußballmeisterschaft war er in den Spielen gegen FC Schalke 04, PSV Chemnitz und Hindenburg Allenstein in fünf Spielen im Einsatz, in denen er zwei Tore erzielte. Als 1938 der zweite Meisterschaftsgewinn vor der punktgleichen Hertha BSC glückte, waren in der Endrunde SV Dessau, wiederum Schalke 04 und der VfR Mannheim die Gegner. Der rechte Flügelstürmer kam zu fünf weiteren Endrundeneinsätzen, ein Torerfolg glückte 1938 aber nicht.
Auch im Tschammerpokal vertrat er von 1936 bis 1939 in den Hauptrunden die Farben von BSV 92. Sportlich ragt dabei die 1:3-Auswärtsniederlage am 14. November 1937 beim FC Schalke 04 im Viertelfinale heraus, wo Ballendat das Ehrentor glückte und die Schalker im Endspiel den Pokal gewannen.

### Auswahlmannschaft
Von 1930 bis 1942 lief der Rechtsaußen vom BSV 92 in 63 Repräsentativspielen für die Stadtauswahl von Berlin auf. Er gehört damit zu den führenden Spielern in der Rangliste. Er gewann mit Brandenburg 1930 das Spiel um den Kampfspielpokal. In der Saison 1934/35 spielte er sich mit Berlin-Brandenburg mit Erfolgen über Nordhessen (3:2 n. V.), Westfalen (4:3 n. V.) und einem 1:0-Erfolg im Halbfinale gegen Baden, wo er das Tor erzielte, in das Finale um den Bundespokal. Das Endspiel verlor er mit seinen Mannschaftskameraden am 24. März 1935 in Berlin mit 0:2 gegen Mitteldeutschland. In der Saison 1936/37 erzielte er bei einer 3:4-Niederlage im Halbfinale gegen den Niederrhein ein Tor.

### Erfolge
- Gaumeister Berlin-Brandenburg 1936, 1938
- Reichsbundpokal-Finalist 1935
- Berliner Pokal-Sieger 1930, 1933
- Kampfspielpokal-Sieger 1930

## Weblink
- Erich Ballendat in der Datenbank von weltfussball.de

| Personendaten    | Personendaten            |
| ---------------- | ------------------------ |
| NAME             | Ballendat, Erich         |
| KURZBESCHREIBUNG | deutscher Fußballspieler |
| GEBURTSDATUM     | 20. Januar 1908          |
| STERBEDATUM      | nach 1942                |